# Ashley Gearing
Ashley Gearing, född 15 maj 1991 i Springfield, Massachusetts, är en amerikansk countrysångerska. Hon debuterade år 2003 med låten "Can You Hear Me When I Talk to You?" som hamnade på 36:e plats på Hot Country Songs. Hon har kontrakt med skivbolagen Lyric Street, Squeeze och Curb.

## Diskografi (urval)
Studioalbum
- Maybe It's Time (2006)

EP
- Ashley Gearing (2015)

Singlar (topp 100 på Billboard Hot Country Songs)
- "Can You Hear Me When I Talk to You?" (#36, 2003)
- "Out the Window" (#55, 2008)
- "What You Think About Us" (#58, 2010)
- "Five More Minutes" (#57, 2011)